# 132445 Gaertner
132445 Gaertner este un asteroid din centura principală de asteroizi.

## Descriere
132445 Gaertner este un asteroid din centura principală de asteroizi. A fost descoperit pe 14 aprilie 2002 la Observatorul Palomar de Maik Meyer. Asteroidul prezintă o orbită caracterizată de o semiaxă mare de 2,32 ua, o excentricitate de 0,22 și o înclinație de 5,8° în raport cu ecliptica.